# Sigmamiliolinella
Sigmamiliolinella es un género de foraminífero bentónico de la familia Hauerinidae, de la superfamilia Milioloidea, del suborden Miliolina y del orden Miliolida. Su especie tipo es Quinqueloculina australis. Su rango cronoestratigráfico abarca el Holoceno.

## Clasificación
Sigmamiliolinella incluye a las siguientes especies:
- Sigmamiliolinella australis
- Sigmamiliolinella denticollaris
- Sigmamiliolinella foliacea
- Sigmamiliolinella granulifera